# Géologie des Pyrénées
Les Pyrénées sont une chaîne de collision intracontinentale appartenant à la ceinture alpine. Elles forment le principal segment de la chaîne pyrénéo-provençale, qui s'étend des Montagnes basques jusqu'à la Provence. Cette chaîne s'est formée à partir du Campanien (entre 80 et 70 millions d'années), par la collision entre le bloc ibérique et l'Eurasie. L'histoire géologique des Pyrénées est polyphasée et expose, à travers les roches et les structures géologiques constituant la chaîne de montagnes, deux cycles orogéniques majeurs du Phanérozoïque : le cycle varisque (ou hercynien) et le cycle alpin.
La série stratigraphique des Pyrénées commence à la fin de l'Édiacarien (~580 Ma). La phase orogénique varisque dans les Pyrénées se déroule entre le Carbonifère supérieur et le début du Permien (entre 330 et 270 Ma). Elle est marquée par une très forte déformation de la croûte terrestre, ainsi que par un métamorphisme de haute température-basse pression, considéré comme anormal au regard de la position de la chaîne dans la ceinture varisque ouest-européenne. Il est couplé à un épisode de magmatisme, responsable de la formation d'importants plutons granitiques. Le cycle varisque s'achève au Permien avec l'effondrement de la chaîne homonyme, caractérisé par l'ouverture de grabens et plusieurs épisodes de volcanisme.
Le cycle alpin est marqué par l'ouverture du golfe de Gascogne au cours du Crétacé, ce qui amène à la désolidarisation du bloc ibérique de l'Europe. Cet épisode provoque un très fort amincissement de la croûte continentale au niveau des Pyrénées, alors situées à la marge du bloc ibérique, au point de permettre l'exhumation du manteau supérieur. Ce processus est responsable d'un épisode de métamorphisme de haute température très localisé le long de la marge européenne.
La succession des différents épisodes géodynamiques font des Pyrénées une région très étudiée par les géologues et les géophysiciens.
Les différents événements thermiques et tectoniques au cours de l'histoire géologique des Pyrénées amènent à la mise en place de systèmes de circulations de fluides hydrothermaux à travers la croûte terrestre. Ces systèmes sont responsables de la formation de nombreux gîtes minéraux (fer, zinc, plomb, cuivre, or, fluorite, talc…). Ces derniers ont fait l'objet d'exploitations minières à diverses périodes de l'histoire humaine, notamment au cours du XIXe siècle et du XXe siècle.

## Cadre géographique et géologique

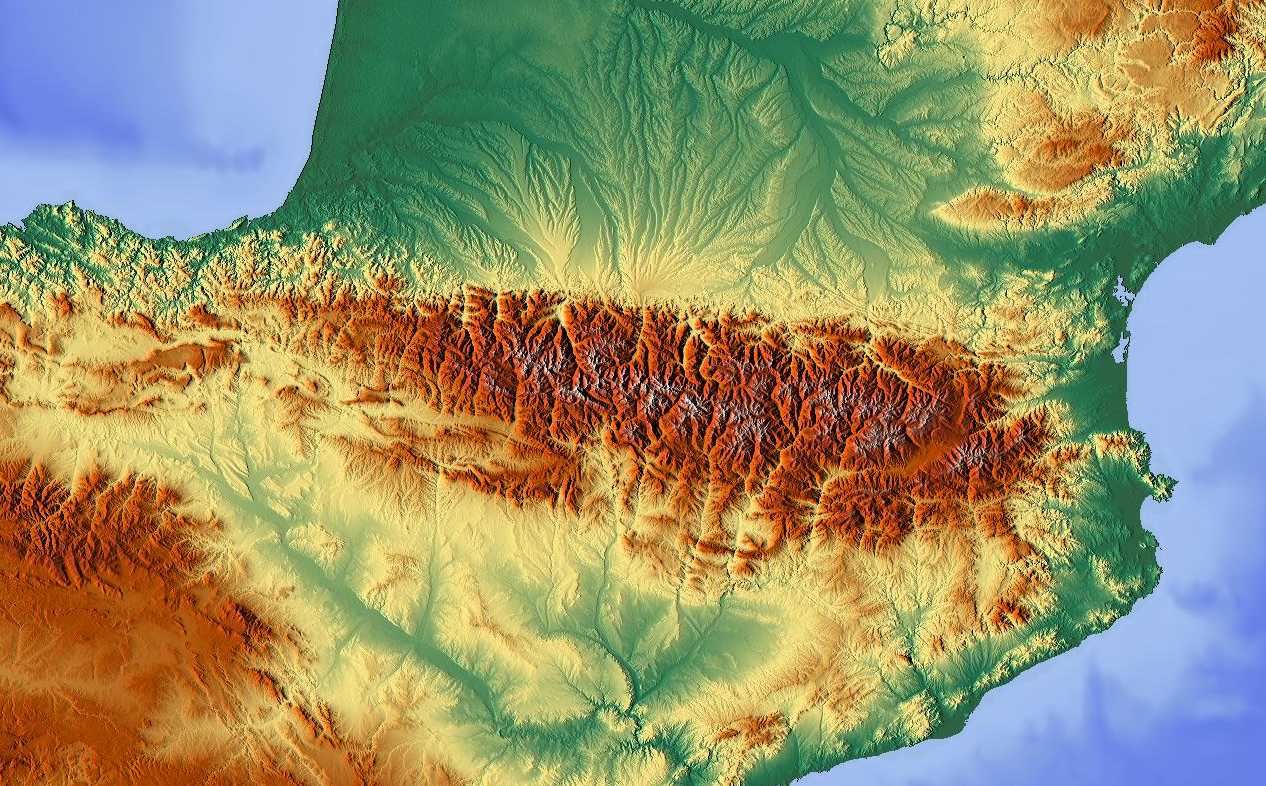
Carte topographique des Pyrénées montrant le bassin de l'Èbre au sud et le Bassin aquitain au nord.

Les Pyrénées sont une chaîne de montagnes formant une barrière naturelle entre la France et l'Espagne, dont elle marque la frontière. Géographiquement, les Pyrénées s'étendent sur plus de 430 km, selon une orientation globale ouest-est, entre à l'ouest le golfe de Gascogne (cap Higuer), dans l'océan Atlantique, et à l'est le golfe du Lion (cap de Creus), en mer Méditerranée. À son extrémité ouest, la chaîne des Pyrénées est prolongée par les Montagnes basques, puis par la cordillère Cantabrique. Elle sépare le Bassin aquitain et la plaine du Languedoc, au nord, du bassin de l'Èbre, au sud, selon une largeur variant entre 100 et 140 km.
Géologiquement, les Pyrénées forment le segment principal de la chaîne pyrénéo-provençale, qui s'étend sur plus de 1 000 km entre les Asturies et les Alpes provençales. À l'ouest des Pyrénées, cette chaîne inclut la cordillère Cantabrique et les Montagnes basques, regroupées sous le nom de « chaîne basco-cantabrique ». À l'est des Pyrénées, une grande partie de cette chaîne a disparu lors de l'ouverture du golfe du Lion, mais des vestiges sont encore présents dans le Bas-Languedoc (chaînon de Saint-Chinian), ainsi qu'en Provence où les plis de la chaîne pyrénéo-provençale sont progressivement repris et transposés par les structures alpines (montagne Sainte-Victoire…).
Les Pyrénées, et plus globalement la chaîne pyrénéo-provençale, sont issues de l'ouverture du domaine océanique du golfe de Gascogne et de la collision intracontinentale entre l'Ibérie, micro-continent détaché de l'Eurasie au Crétacé par l'ouverture du golfe de Gascogne, et l'Eurasie,. Cet ensemble appartient à la ceinture alpine, vaste ceinture orogénique s'étendant de l'Atlas (Maroc) et des cordillères Bétiques (Espagne) jusqu'aux îles de la Sonde (Indonésie), en passant par les Alpes, les Balkans, le Caucase, ou encore l'Himalaya. Cette ceinture est issue de la fermeture de l'océan Téthys, ayant lieu à partir du Crétacé, et de la collision continentale subséquente entre l'Eurasie et les divers blocs continentaux issus de la fragmentation du Gondwana (Apulie, Afrique, Arabie, Inde…). Cependant, bien que les Pyrénées soient rattachés à ce contexte géodynamique global, leur formation et leur évolution est davantage liée à l'ouverture et à l'évolution de l'Atlantique qu'à la fermeture de la Téthys.
D'un point de vue général, les Pyrénées sont constitués de plissements parallèles à la direction d'allongement de la chaîne (direction ouest-est). La haute chaîne est majoritairement composée de roches anciennes hercyniennes, et de peu de roches jeunes volcaniques. La partie orientale des Pyrénées est surtout constituée de roches cristallines (granites et gneiss), alors que dans la partie occidentale les pics de granite sont flanqués de couches calcaires. Dans la partie sud des parois calcaires du Crétacé supérieur et de l'Éocène affleurent (comme au massif du Mont-Perdu), tandis qu'au nord des chaînons calcaires sont présents à l'étage montagnard et collinéen. On note de ce fait la présence de nombreux réseaux karstiques avec grottes.

## Organisation structurale et séries stratigraphiques

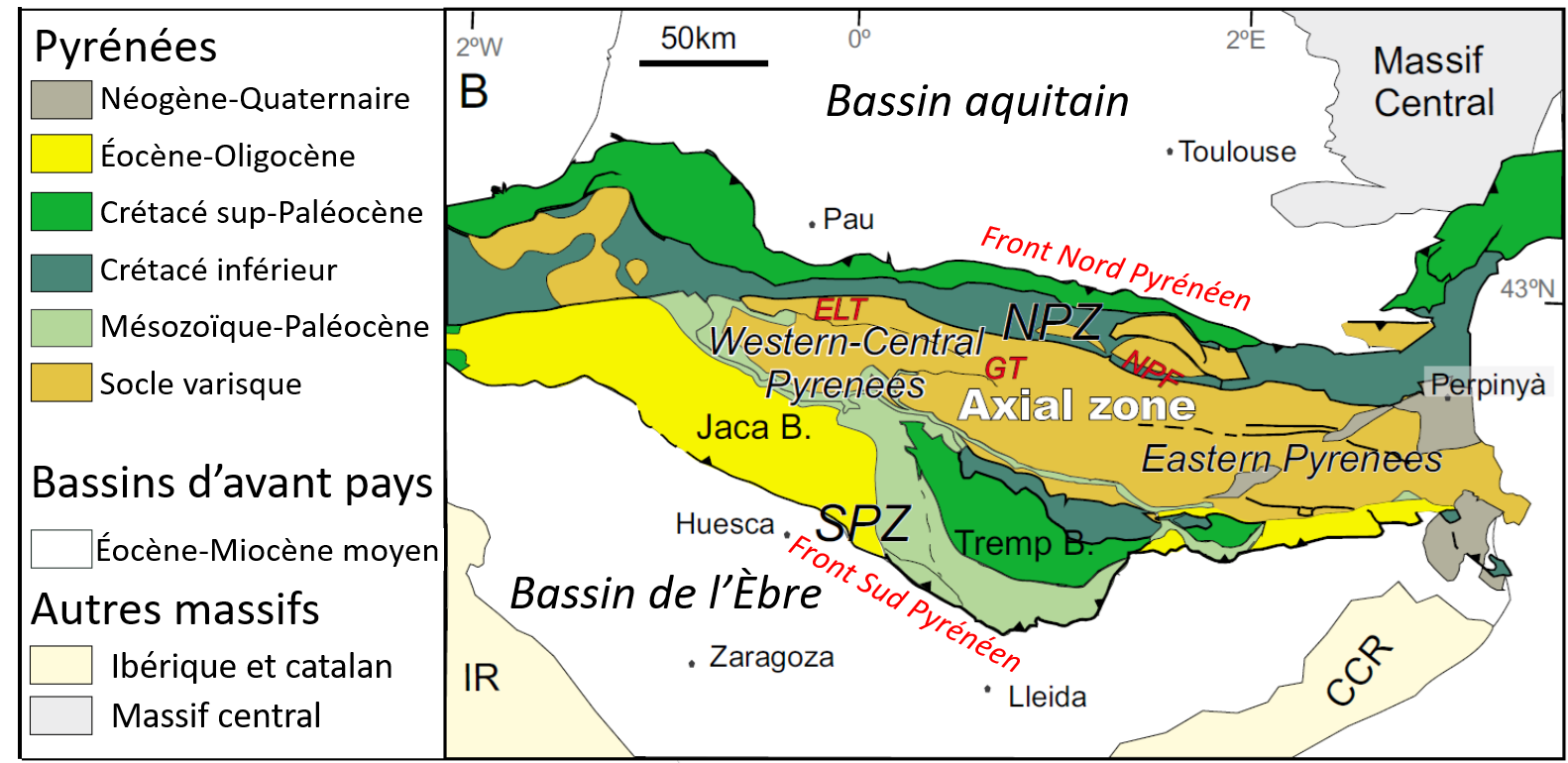
Carte géologique simplifiée des Pyrénées. La zone axiale est en orange, composée de roches de l'ancienne chaîne varisque. Les zones en vert correspondent aux zones nord-pyrénéenne (NPZ) et sous-pyrénéenne (SPZ), faites de roches sédimentaires d'avant 40 millions d'années (soit au plus tard à l'Éocène). Les zones blanches correspondent aux zones d'avant-pays remplis de sédiments post-Éocène issus d'érosion de la chaîne pyrénéenne.

Les Pyrénées montrent au profil une structure en éventail avec une asymétrie très prononcée sur le versant français où les pendages sont redressés. Le versant espagnol par contre est beaucoup plus large et les pendages sont moins forts.
L'orogène peut être subdivisé en plusieurs zones tectoniques, qui sont délimitées entre elles par des failles ou des chevauchements (du nord au sud) :
- l'avant-pays septentrional - le Bassin aquitain ;
- la zone sous-pyrénéenne ;
- la zone nord-pyrénéenne ;
- la zone axiale ;
- la zone sud-pyrénéenne ;
- les sierras marginales ;
- l'avant-pays méridional - le bassin de l'Èbre.

### Zone sous-pyrénéenne
La zone sous-pyrénéenne (abrégée ZsP) appartient géologiquement au Bassin aquitain, l'avant-pays septentrional des Pyrénées. Elle a été plissée pendant l'Éocène et chevauchée le long du front nord-pyrénéen par la zone nord-pyrénéenne. Les chevauchements évoluent aux nappes à l'ouest (nappe du Bas Adour) mais aussi à l'est (nappe des Corbières). Le prolongement vers l'est de ces chevauchements se fait par le faisceau de plis de Saint-Chinian et par le pli de Montpellier pour finir dans le chevauchement sud-provençal (par exemple près de Sainte-Baume) qui s'enracine au tour de Brignoles.
À la surface, la zone sous-pyrénéenne contient des sédiments du Crétacé supérieur et surtout les sédiments d'un Paléogène très puissant. Le plissement est relativement simple, les axes suivent généralement la direction ONO/ESE. Plus profondément, la structure se complique par des diapirs triassiques et des chevauchements internes à vergence nord. Sous 6 000 mètres de couverture se cacheraient plus de 6 000 mètres de socle paléozoïque. Le Mésozoïque comprend à son tour plus de 1 500 mètres de Trias, plus de 500 mètres de Jurassique et plus de 3 000 mètres du Crétacé.
Le Trias inférieur (grès bigarré) détritique atteint 500 mètres d'épaisseur ; il est composé de conglomérats, brèches, grès brunâtres, argilites et siltites. Le Trias moyen (calcaire coquillier) arrive à 400 mètres d'épaisseur, montrant des argilites silteuses, des évaporites et des micrites dolomitiques. Le Trias supérieur (Keuper), avec une épaisseur de 500 mètres, est constitué par des sédiments carbonatés, des sédiments riches en sel gemme et des siltites, mais inclut parfois des diabases ophitiques ou des dolérites à olivine. Le Lias inférieur est transgressif par rapport aux dépôts triasiques et contient jusqu'à 200 mètres de grès non marins, de calcaires littoraux et d'évaporites. Le Lias moyen et supérieur comprend environ 230 mètres de sédiments de plate-forme peu profonds (surtout des calcaires bioclastiques, riches en argile et des micrites). Pendant le Jurassique moyen - essentiellement des micrites riches en argile - s'installe une barrière oolithique et divise l'aire de sédimentation en deux parties avec faciès de plate-forme extérieur à l'ouest et faciès de plate-forme intérieur à l'est. Le Jurassique supérieur contient des argilites et des carbonates ; vers sa fin l'aire de sédimentation se rétrécit et en conséquence se déposent des micrites dolomitiques, des calcaires rubanés et des évaporites. Le Crétacé inférieur débute au Néocomien avec des grès, des argilites, des calcaires et des brèches riches en calcaire. Au Barrémien suivent des marnes et des calcaires qui changent pendant l'Aptien inférieur détritique aux grès, aux argilites, aux marnes gréseuses et aux calcaires. Pendant l'Aptien supérieur et tout l'Albien prédominent encore des marnes et des calcaires. Le Crétacé supérieur commence avec le Turonien en faciès littoral avec grès et calcaires gréseux. Au début du Sénonien (Campanien) une fosse profonde et allongée se forma (le bassin sous-pyrénéen), qui fut remplie par une très épaisse série de flysch. Ces flyschs turbiditiques du Campanien et du Maastrichtien totalisent une épaisseur de 2 000 à 3 000 mètres. Ils consistent en une alternance rythmique de sédiments fins (marnes, argilites calcaireux et argilites) et de sédiments plus grossiers (conglomérats, grès et grauwackes). À la limite Crétacé/Paléogène, le bassin sous-pyrénéen reçut des sédiments continentaux rouges du faciès garumnien qui abritent parfois des œufs de dinosaures. À ce moment, le bassin sous-pyrénéen a été plissé pour la première fois et a subi en même temps un très léger métamorphisme.
Après l'Albien et avant le début du Campanien apparaissent des venues volcaniques, parmi elles des laves basaltiques, des spilites et des diabases et des roches pyroclastiques comme des tufs, des lapilli, des brèches et des agglomérés volcaniques. Parfois ces roches volcaniques sont traversées par des veines de lamprophyre.

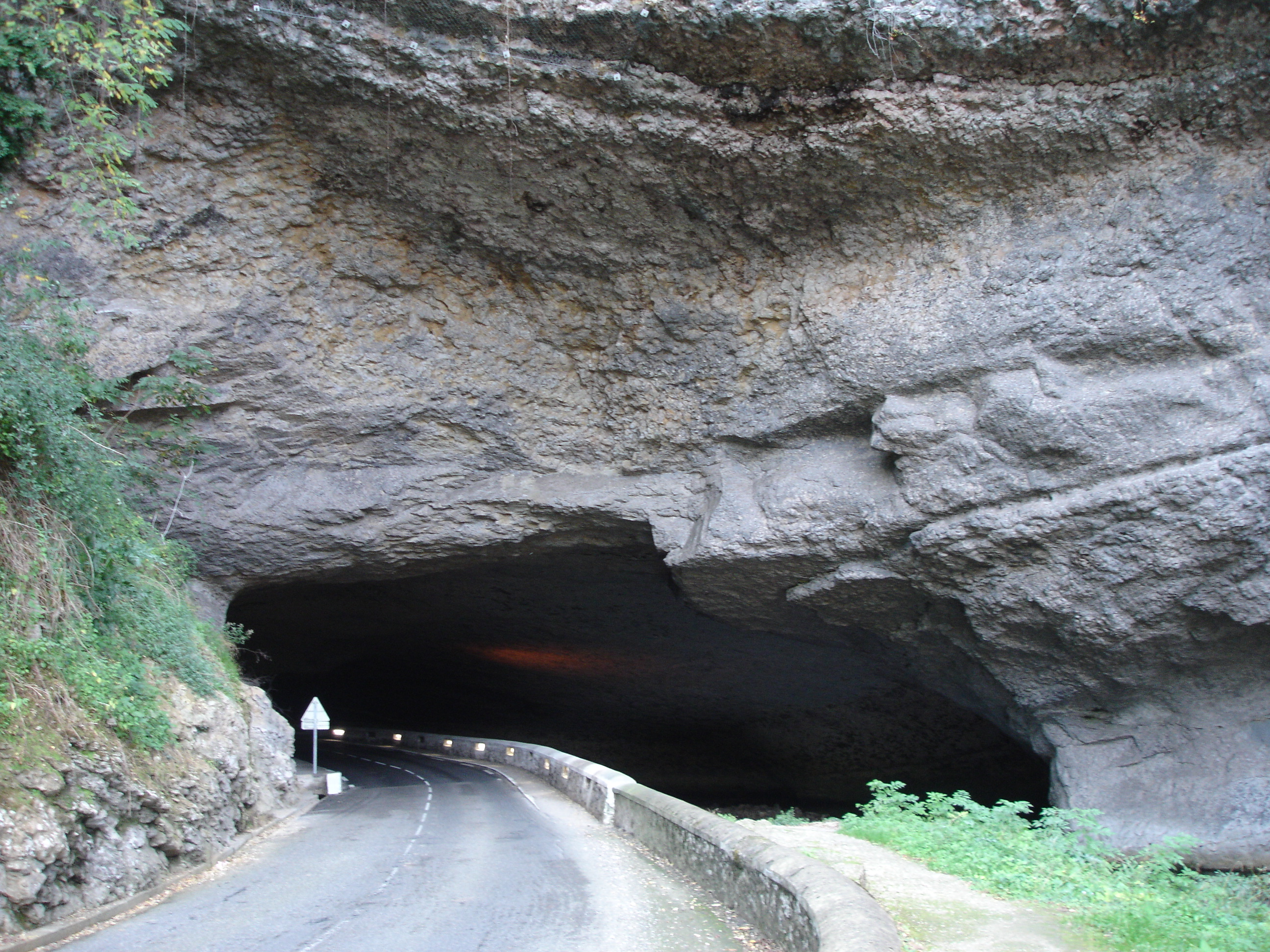
La sortie septentrionale de la grotte du Mas-d'Azil. La grotte a été déblayée des sédiments calcaires à pendage faible (Thanétien inférieur de la zone sous-pyrénéenne) par l'Arize.

Pendant le Paléocène/Éocène la mer transgressa à partir de l'Atlantique dans le bassin sub-pyrénéen, qui s'enfonça sous le poids de l'écaille orogénique des Pyrénées approchant du sud. Une série sédimentaire très épaisse (2 000 à 3 000 mètres) fut déposée à cette époque, comprenant des sédiments détritiques ou calcaires très fins. À cause du serrage tectonique forcé[Quoi ?] (phase majeure), la sédimentation s'arrêta à la fin de l'Éocène.
La zone sous-pyrénéenne est scindée en deux parties inégales près de la faille de Muret - un décrochement senestre et le prolongement de la faille de Toulouse. La partie orientale entre Garonne et Aude peut encore être subdivisée en trois secteurs (du nord au sud) :
- l'avant-pays septentrional ;
- une zone plissée de 10 kilomètres de largeur. Elle se termine dans les Petites Pyrénées, qui se situent sur un chevauchement aveugle. La zone disparaît avant l'Aude. Elle comprend du flysch à la surface, du Jurassique avec des chevauchements internes plus en bas et du Trias gypsifère à la base ;
- une bande étroite au sud contenant des flyschs du Crétacé supérieur. Le flysch est très épais et montre des pendages forts. Il a été redressé (et forme maintenant partie d'un synclinal asymétrique) par les chevauchements sur le front nord-pyrénéen un peu plus au sud.

La partie occidentale ne contient que l'avant-pays septentrional. Ses sédiments mésozoïques épicontinentaux sont fortement diaclasés et très légèrement plissés. Les sédiments sont normalement cachés par la molasse du Miocène. Les axes de plis montrent des interférences de directions est-ouest et nord-ouest/sud-est et ils sont traversés par des accidents nord-est/sud-ouest. Plus profondément se rencontrent des diapirs triasiques.
Dans la partie orientale à l'est de l'Aude l'avant-pays septentrional voit affleurer le massif du socle du Mouthoumet, un horst paléozoïque basculé vers le sud et couvert par l'Éocène continental.
Les plis de la zone sous-pyrénéenne interagissent au Bas Languedoc avec la faille des Cévennes, un décrochement majeur senestre de direction nord-est/sud-ouest.

### Zone nord-pyrénéenne
La largeur de la zone nord-pyrénéenne (ZNP) tourne normalement autour de 10 kilomètres, mais peut occasionnellement s'accroître à 40 kilomètres ; la zone est très fortement plissée. À sa limite septentrionale formée par le front nord-pyrénéen elle chevauche la zone sous-pyrénéenne située plus au nord et au même temps y induit des anticlinaux et des synclinaux. La zone nord-pyrénéenne est chevauchée à son tour au sud le long la faille nord-pyrénéenne par la zone axiale. La faille nord-pyrénéenne contient des mylonites fortement tectonisés, ce qui montre que la zone fut autrefois une zone de cisaillement. De plus, l'encaissant porte des linéations horizontales soulignant le caractère décrochant de l'accident, et donc on en déduit que la faille fut coulissante par le passé. Ailleurs dans la zone nord-pyrénéenne la déformation est aussi très élevée, mais les linéations sont en général verticales, signe que la structure de failles est devenue inverse en réponse à un régime de compression.

#### Couverture mésozoïque
La couverture sédimentaire de la zone nord-pyrénéenne peut atteindre plus de 6 000 mètres d'épaisseur. Elle comprend du Jurassique et du Crétacé, décollés de leur substratum vers le nord au-dessus les évaporites triasiques. À la différence de la zone sous-pyrénéenne la zone nord-pyrénéenne ne contient pas (ou presque pas) du Paléogène. Les argiles et les évaporites du Trias supérieur montrent localement des intercalations dolomitiques et volcaniques (tuffs et diabases ophitiques). Ces strates du Keuper possèdent une plasticité très élevée et constituent donc une mélange tectonique ; les surfaces de contact sont souvent développées comme niveaux de décollement. Les sédiments du Jurassique et du Crétacé inférieur sont des calcaires de plate-forme d'un mer peu profonde déposés dans des conditions tectoniquement calmes. Pendant l'Albien moyen l'aire de sédimentation fut complètement restructurée et approfondie. Il se forma en suite le bassin nord-pyrénéen d'une longueur de 400 kilomètres. L'origine du bassin est à rechercher dans les cisaillements distensifs entre les blocs continentaux qui engendraient entre eux un immense pull-apart. Pendant le Crétacé supérieur ce sillon fut rempli avec discordance par une série de flyschs turbiditiques très épaisse. À l'Albien supérieur le sillon se divise en deux parties - un rameau interne tout proche de la faille nord-pyrénéenne, qui fut rempli par le flysch ardoisier et un rameau externe plus au nord qui reçut le flysch noir. Sur le flysch noir du rameau externe suit pendant le Turonien et le Coniacien le flysch à fucoides, une alternance puissante de marnes et de calcarénites gréseux. Ce flysch est remplacé au Maastrichtien par une série régressive composée de marnes assez puissantes (marnes de Plagne), de calcaires de plate-forme (calcaires nankins) et de sédiments lagunaires et lacustres. Les sédiments de l'intervalle Coniacien-Maastrichtien totalisent une épaisseur de 3 000 mètres.

#### Massifs nord-pyrénéens
Les massifs nord-pyrénéens sont des pointements localisés du socle paléozoïque à travers la couverture mésozoïques. Ces massifs forment des horsts amygdulaires entre Lourdes et Perpignan, par exemple les massifs de l'Agly, de l'Arize, de Barousse, de Bessède-de-Sault, de Castillon[Lequel ?], de Milhas, du Plantach, de Saint-Barthélémy, de Salvezines et des Trois-Seigneurs. Il y a également quelques massifs au Pays basque septentrional. Les horsts sont basculés vers le nord, leur taille peut varier entre 1 et 300 kilomètres carrés. L'origine de ces corps remonte probablement à l'orogenèse varisque ; ils résultent d'un cisaillement horizontal senestre, mais portent au même temps des stries verticales.

#### Zone interne métamorphique
Pendant l'Albien/Cénomanien une bande étroite près de la faille nord-pyrénéenne (moins de 5 kilomètres de largeur, mais 200 kilomètres de longueur) subit un métamorphisme dynamique et thermique (haute température/basse pression - HT/BP). Quelques endroits au nord des massifs satellites (en Bigorre et dans les Corbières) étaient aussi touchés par ce métamorphisme. Le métamorphisme déroula isochimiquement (sans apport de matière) et affecta seulement la couverture mésozoïque, la changeant en marbres et en hornfels. Le socle paléozoïque fut épargné, probablement à cause de son état déshydraté.

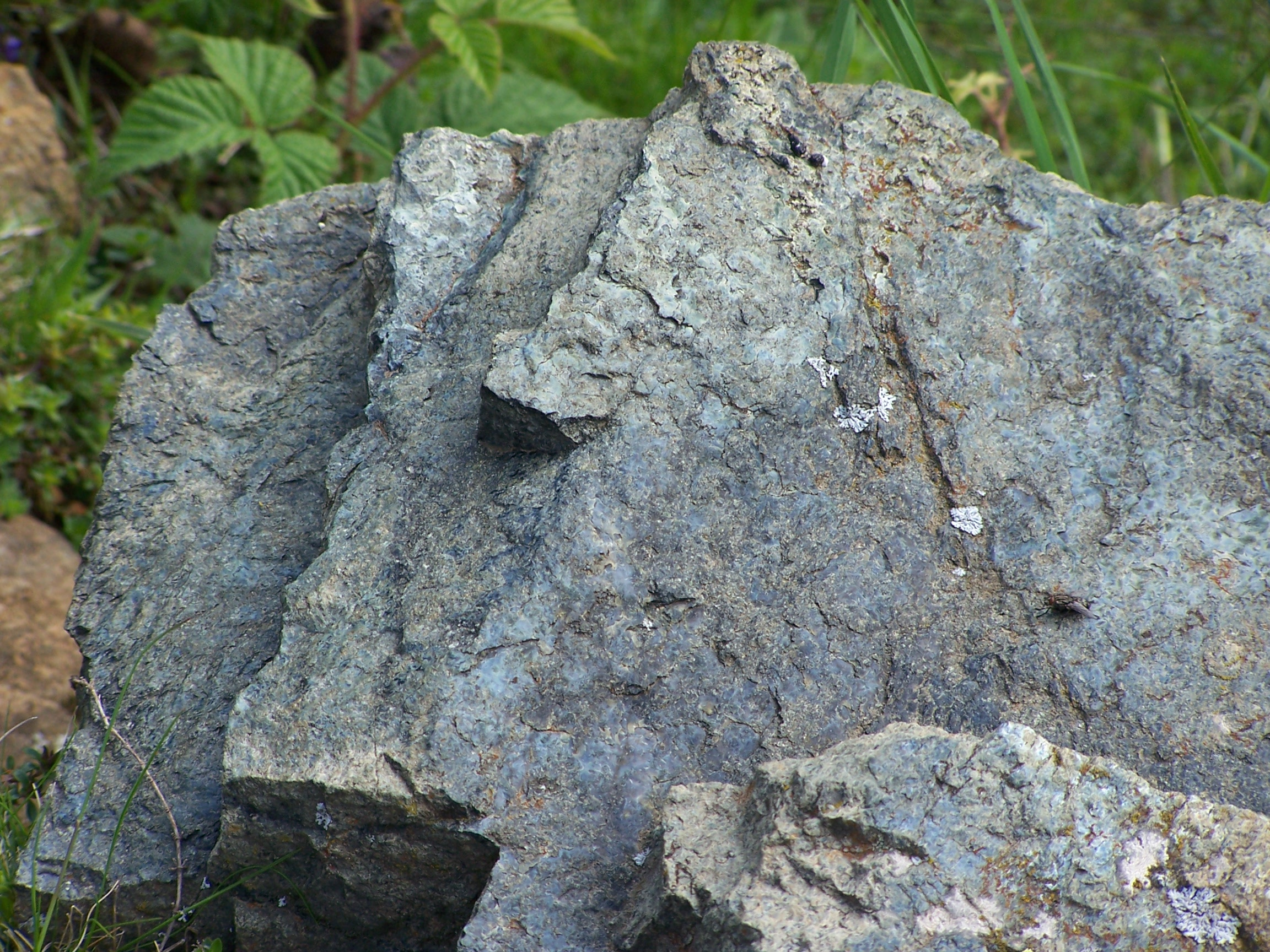
Lherzolite de la zone nord-pyrénéenne, l'étang de Lers, Ariège.

Dans la bande métamorphique se trouvent plusieurs affleurements de lherzolite avec leur localité de type à l'étang de Lers en Ariège. Ces péridotites sont d'origine mantellique montés le long des accidents très profonds. Ils sont traversés par des pyroxénites, des amphibolites et occasionnellement par des autres péridotites riches en amphibole. Ils forment des essaims de très petite taille, le plus grand affleurement à Moncaup ne dépassant même pas 3 km2. Ils affleurent entre le Béarn à l'ouest et le sud-est de l'Aude à l'est.
La zone nord-pyrénéenne héberge aussi des petits affleurements des volcanites isolés. Ce sont des spilites appauvris en silice, des picrites et des néphélines syénites, logés dans les sédiments du Lias et du Crétacé supérieur (Aptien à Campanien). Ils apparaissent dans la partie ouest de la zone nord-pyrénéenne près de Tarbes, près de Orthez et dans le Pays basque, mais peuvent se trouver à l'est dans les Corbières. Parfois ils sont accompagnés des filons lamprophyriques comme des camptonites et des monchiquites.
À mentionner les différentes formations bréchiques post-métamorphes.
Perturbée par des décrochements senestre de direction NNE/SSO à l'ouest la zone nord-pyrénéenne se transforme en ceinture plissée dans le Pays basque. Vers l'est elle continue après une forte incurvation dans les Corbières jusqu'à la Provence méridionale. Cette zone pyrénéo-provençale se termine avec les trains de plis alpins de direction nord-ouest/sud-est, qui se d'abord superposent puis la découpent.

### Zone axiale

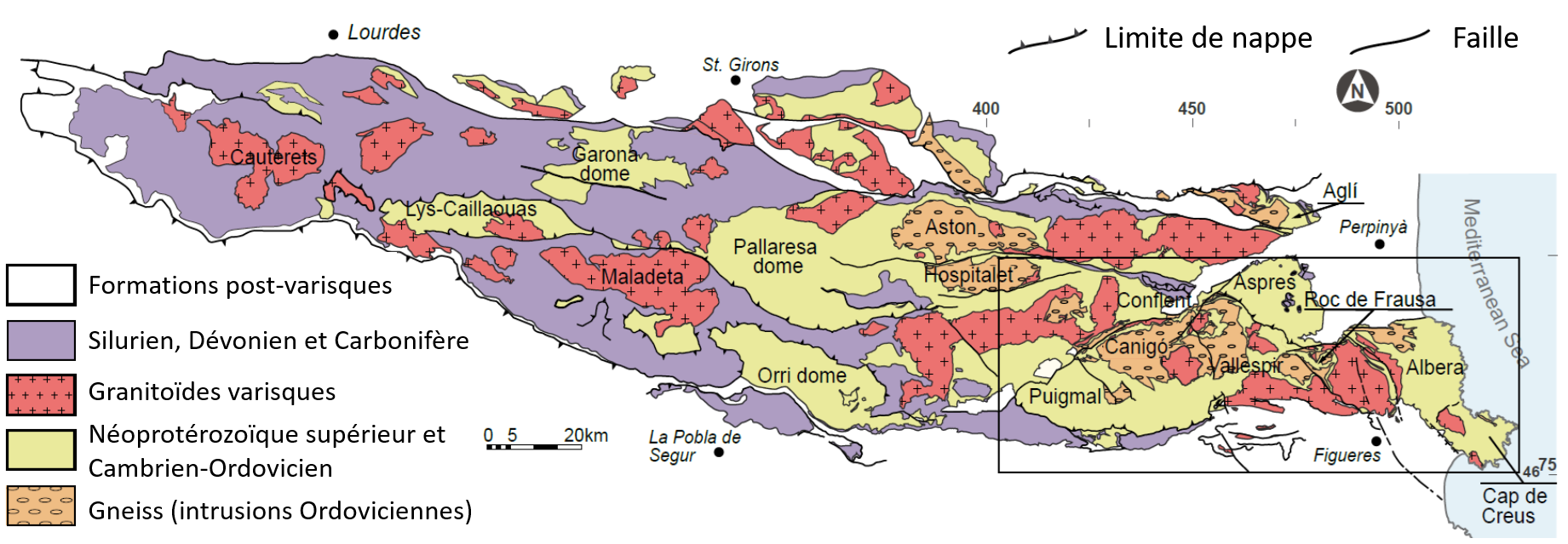
Carte géologique simplifiée du socle varisque des Pyrénées (hors massifs basques et les Corbières).

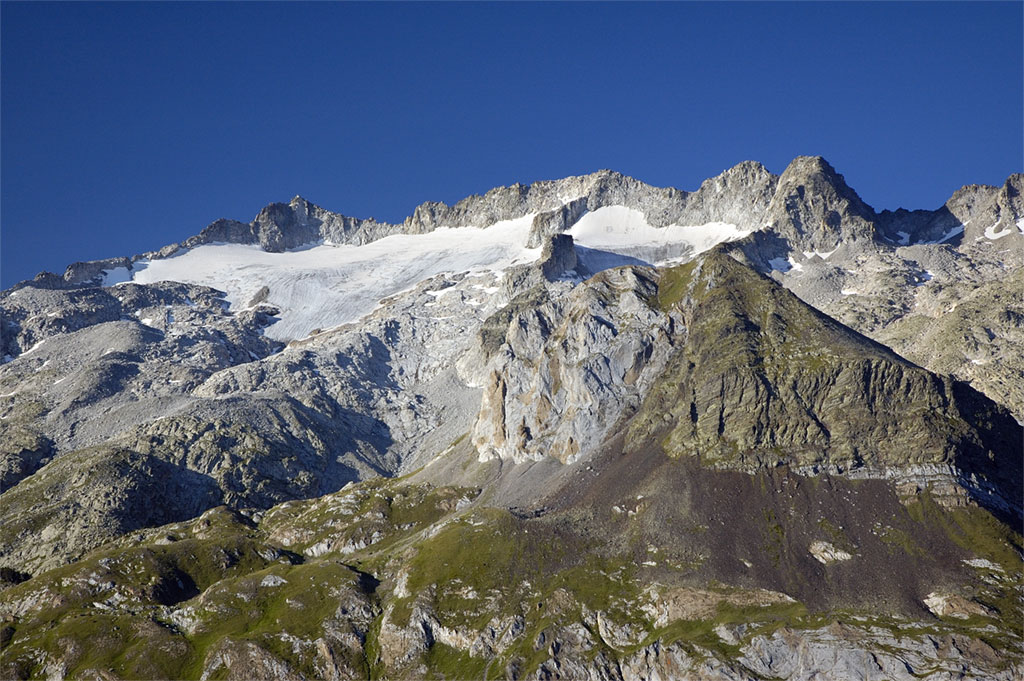
Le massif granodioritique de la Maladeta de la zone axiale avec glacier et couverture paléozoïque (devant à droite).

La zone axiale (abrégée ZA), aussi appelé zone primaire axiale ou haute chaîne primaire, est un vaste bombement du socle néoprotérozoïque et surtout paléozoïque, plissé et métamorphisé pendant l'orogénèse varisque. Vers la fin du cycle varisque, l'orogène fut envahi par des granitoïdes tardiorogéniques. Tous les grands sommets des Pyrénées sont réunis dans la zone axiale et c'est pour ce fait que la zone fut désignée axiale.
Parmi les granitoïdes figurent les granodiorites (massif de la Maladeta, massif de Bassiès), les granites à biotite (massif du Canigou, massif de Quérigut) et les granites à deux micas (massif de Lis-Caillauas dans le massif de Perdiguère). Les intrusions granitiques sont en général peu profondes (épizonales), mais quelques intrusions appartenant à la mésozone et à la catazone existent aussi.
Les élévations importantes de la zone axiale (souvent plus de 3 000 mètres) sont atténuées par le phénomène d'isostasie : l'épaississement de la croûte continentale, lors de la formation des Pyrénées, fait que cette croûte épaissie s'enfonce légèrement dans le manteau et y forme une racine crustale. Par métaphore, la chaîne peut être vue comme un iceberg, qui au lieu d'être fait de glace serait fait ici de roches légères de la croûte terrestre, iceberg qui flotte en s'enfonçant dans un matériau plus dense, qui au lieu d'être de l'eau seraient ici les péridotites du manteau terrestre ; les montagnes visibles de la chaîne ne constituerait alors que la partie visible de l'iceberg. Ainsi on rencontre sous le massif de la Maladeta une racine crustale, composée de matériel léger de la croûte, faisant plonger le Moho jusqu'à 50 kilomètres de profondeur. Sur une grande partie de la zone axiale on peut ainsi détecter une anomalie négative de pesanteur, due à la racine de la chaîne. Toutefois, en avançant vers l'est, ce signal s'affaiblit.
Le socle est traversé par plusieurs fractures de direction plus ou moins est-ouest formées à la fin de l'orogenèse varisque et réutilisées pendant le cycle alpin. À l'est de la zone axiale ces fractures sont redressées comme la faille de Mérens. Plus à l'ouest les fractures montrent seulement un faible pendage vers le nord et jouent comme chevauchements échelonnés du nord-ouest vers le sud-est. Ici des écailles du socle chevauchent les sédiments mésozoïques en avançant vers le sud. Exemples pour ce style de tectonique sont les chevauchements échelonnés des Eaux-Chaudes, de Gavarnie et de Benasque-Las Nogueras (région de l'amont de la Noguera Pallaresa et de la Noguera Ribagorzana). Les schistosités associées avec ces chevauchements affectent le socle et la couverture au même temps ; ils sont donc d'origine alpine. Toutes les fractures de la zone axiale résultent d'un serrement de la croûte, estimé à 10 ou 20 kilomètres, équivalent à un raccourcissement de la zone axiale de 20 %. En conséquence, la zone axiale était déformée en empilement d'écailles de socle à vergence sud formant un vaste brachyanticlinal.
À l'ouest, à partir du Haut-Béarn, la zone axiale s'enfonce doucement vers l'ouest sous la couverture du Crétacé supérieur pour réapparaître au massif du socle de Aldudes-Pays Quint, le plus méridional des massifs basques. Vers l'est, la zone axiale est plus en plus découpée par des grabens néogènes et quaternaires de la Catalogne septentrionale et du Roussillon pour finir d'être couverte par la Méditerranée.
Le secteur central et oriental de la zone axiale est délimitée au nord par la faille nord-pyrénéenne, un système d'accidents très redressé et suivant une direction ouest-est. Il est plus difficile de repérer la faille nord-pyrénéenne à l'ouest. Il semble qu'elle soit déplacée vers le sud près des Montagnes basques par un décrochement et continue côté espagnol au sud de la nappe des marbres et de l'arc plissé basque. Dans la province de Santander, la faille longe le littoral atlantique. La limite méridionale de la zone axiale se trouve entièrement en Espagne. C'est une faille inverse à vergence sud d'âge alpin qui amène la zone axiale sur les sédiments post-varisques de la zone sud-pyrénéenne. Plus à l'est, la zone axiale rencontre directement les sédiments des équivalents des Sierras Marginales.

### Zone sud-pyrénéenne

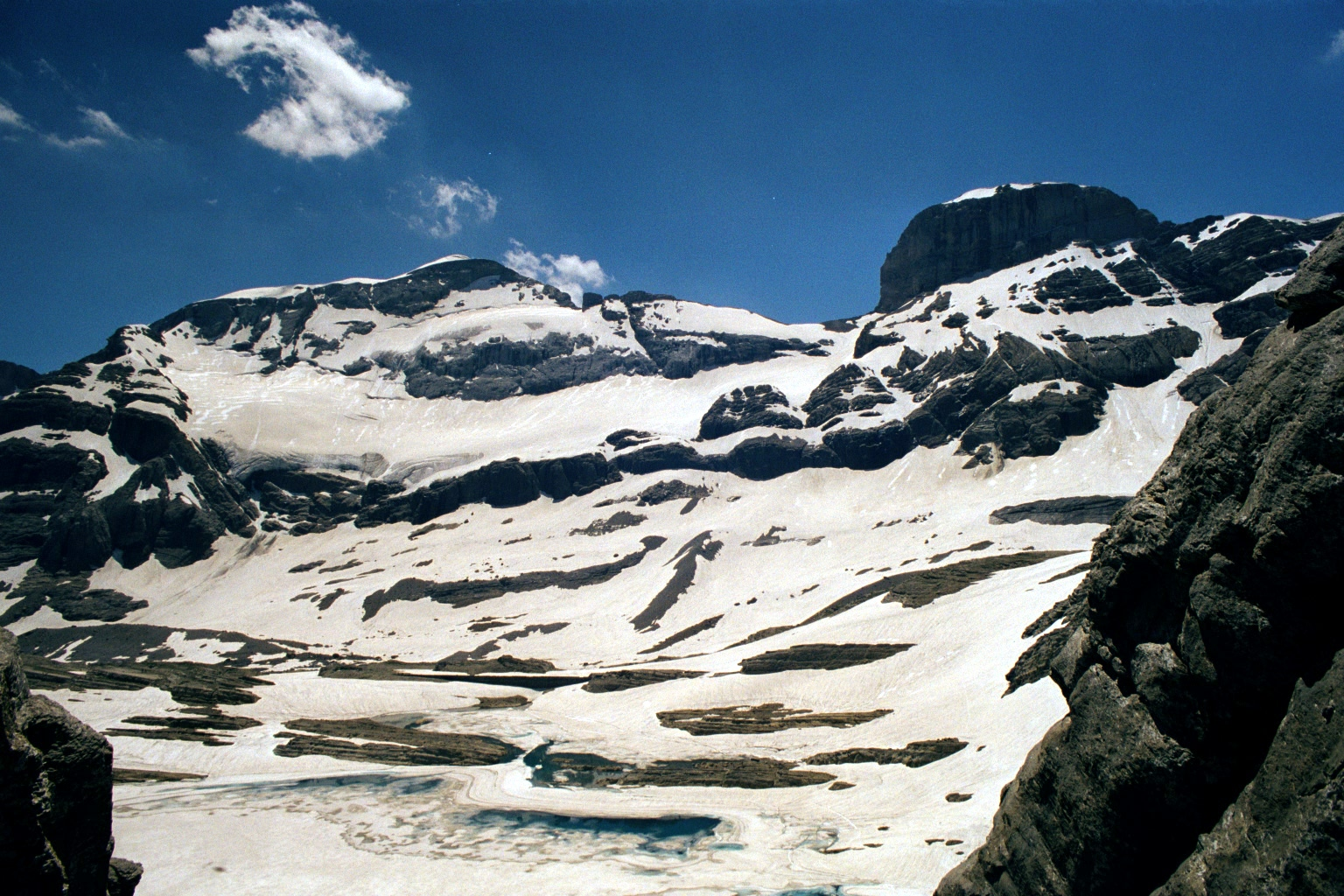
Le mont Perdu, une nappe sédimentaire interne de la zone sud-pyrénéenne.

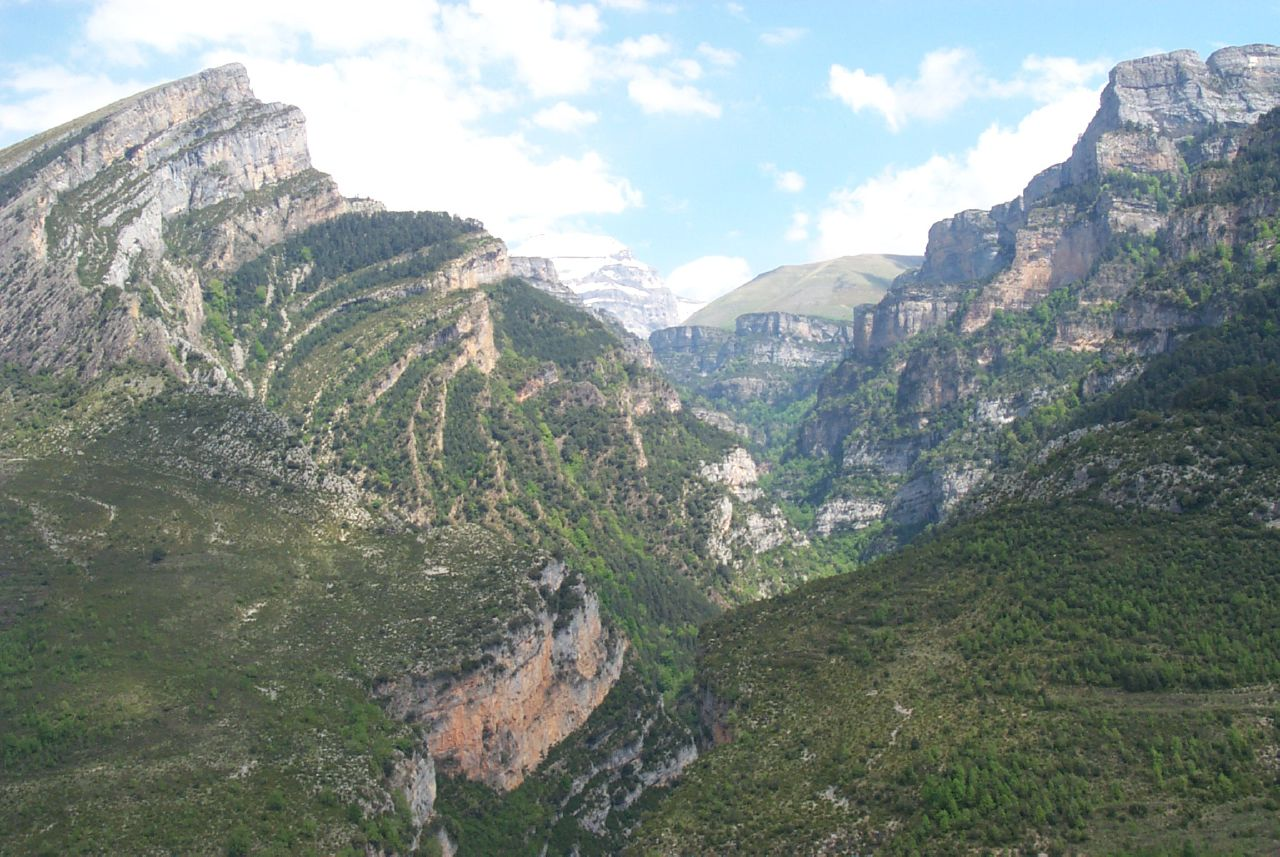
Le canyon de Niscle dans la zone sud-pyrénéenne.

La zone sud-pyrénéenne (ZSP) est constituée d'une série de roches sédimentaires datant du Mésozoïque et de l'Éocène, et qui est décollée de la zone axiale au niveau du Trias moyen ou du Trias supérieur ; le socle n'affleure nulle part. L'avancée vers le sud des nappes de charriage est guidée par deux accidents conjugués : à l'ouest par la zone accidentée du Cinca suivant la direction NO/SE (chevauchements et anticlinaux de Boltaña et Mediano) et à l'est par les décrochements échelonnés de direction NE/SO du Sègre. Ces décrochements ont engendré pendant la fin de l'Éocène et le début de l'Oligocène des structures complexes (rétro-charriages, écaillage en éventail des nappes chevauchantes). À cause du raccourcissement progressif de la croûte terrestre, la couverture sédimentaire était contrainte de se chevaucher soi-même plusieurs fois. Ce processus de chevauchement augmenta considérablement les épaisseurs sédimentaires par empilement ou dédoublement. Des exemples de dédoublement sont la nappe du mont Perdu, la nappe de Cotiella, la nappe de Bóixols située en position plus centrale et son équivalent, la nappe supérieure de Pedraforca plus à l'est. La nappe de Bóixols montre un rétrocharriage et chevauche à son front la nappe de Montsec plus au sud. La succession sédimentaire de la nappe de Bóixols atteint l'épaisseur de 5 000 mètres et est constituée en majorité de roches du Crétacé. La nappe de Montsec, l'équivalent de la nappe inférieure de Pedraforca est beaucoup moins épaisse (2 000 mètres), ses sédiments comprennent des calcaires du Crétacé supérieur et des conglomérats syntectoniques, des grès et des argilites de l'Éocène inférieur et moyen.
La zone sud-pyrénéenne chevauche le long du front sud-pyrénéen les Sierras Marginales plus au sud.
Des mouvements tectoniques tangentiels se sont déroulés pendant l'Éocène. Sur le front de chevauchement, la nappe de Montsec s'est scindée en plusieurs « écailles », portant sur son dos des bassins sédimentaires appelés bassins transportés comme le bassin de Tremp. La distance parcourue par la nappe n'est pas encore tout à fait claire, quelques auteurs pensent qu'elle est négligeable, d'autres l'estiment entre 30 et 50 kilomètres.
Les Sierras Marginales (Sierras Aragoneses et Sierras Catalanes) consistent comme la zone sud-pyrénéenne en une succession sédimentaire mésozoïque-éocène, mais qui est beaucoup moins épaisse (900 mètres). La série comprend du Keuper, du Jurassique, des bauxites du Crétacé inférieur, du Paléocène en faciès garumnien et de l'Éocène inférieur. Les strates des Sierras Marginales glissent sur les unités du bassin de l'Èbre et sont ensuite recouvertes en discordance[C'est-à-dire ?] par l'Oligocène et par le Miocène du bassin de l'Èbre. Plus à l'ouest, les Sierras Marginales sont relayées par la nappe de Jaca-Pampelune avec sédiments de l'Éocène supérieur et de l'Oligocène. Dans la nappe de Pamplona-Jaca les structures se simplifient à l'ouest du Gállego ; ainsi la couverture sédimentaire des Pyrénées basques et cantabriques est seulement affectée par des trains de plis relativement ouverts, parfois traversés par des bombements halocinétiques du Keuper. À l'est les Sierras Marginales sont représentées par la nappe de Port-del-Comte et par la nappe de Cadí, qui consistent essentiellement en de l'Éocène.
Les sierras Marginales sont chevauchées au nord par la nappe de Montsec, qui appartient à la zone sud-pyrénéenne.
La fin des mouvements des nappes est diachrone et migre lentement de l'est à l'ouest. Les mouvements de la nappe de Cadí s'achèvent à la limite Éocène/Oligocène (vers 34 millions d'années) ; par contre les mouvements de la nappe de Jaca-Pampelune s'arrêtent seulement vers la limite Oligocène/Miocène (à 23 millions d'années).

## Histoire géologique et évolution géodynamique

Coupe géologique actuelle des Pyrénées centrales : la plaque ibérique plonge sous la plaque eurasiatique. Le raccourcissement de la croûte continentale lors de la collision entraîne la surrection des couches sédimentaires profondes. L'enfoncement des plaques entraîne la formation d'une racine crustale. Enfin l'érosion pendant 40 millions d'années enlève les couches les plus surélevées (traits en pointillés).

### Sommaire chronologique
Les sédiments impliqués dans la genèse des Pyrénées se déposent majoritairement dans des bassins marins au cours du Paléozoïque et du Mésozoïque.
- De −580 à −345 millions d'années (périodes de l'Édiacarien, du Cambrien, de l'Ordovicien, du Silurien, et du Dévonien ; ère Néoprotérozoïque, ère Paléozoïque) : surtout mer, quelques terres émergées avec rivières ; processus de sédimentation.
- De −345 à −260 millions d'années (de la période du Carbonifère à celle du Permien) : orogenèse hercynienne engendrant une immense chaîne de montagnes (sans commune mesure avec la chaîne actuelle) ; élaboration dans les profondeurs de roches métamorphiques et magmatiques (roches plutoniques) ; volcanisme.
- Vers −260 millions d'années (fin de la période du Permien, ère Paléozoïque) : fin et fragmentation du cycle hercynien.
- De −260 à −220 millions d'années (de la fin du Permien au début de la période du Trias) : érosion, affleurement progressif du socle granitique et métamorphique.
- De −220 à −100 millions d'années (périodes du Trias, Jurassique et Crétacé) : pénéplaine post-hercynienne, absence de dépôt dans la partie occidentale.
- De −150 à −100 millions d'années (Crétacé inférieur) : sous l'effet d'une ouverture océanique, le golfe de Gascogne se déploie en éventail, serrant l'Espagne contre la France et prenant une large partie de ces sédiments en étau.
- De −100 à −40 millions d'années (du Crétacé inférieur, aux périodes du Paléocène et Éocène) : sédimentation marine (dépôt des calcaires), puis le serrage et le soulèvement de l'écorce terrestre commencent par affecter la partie orientale pour s'étendre progressivement à toute la chaîne, la surrection et déformation font remonter les strates sédimentaires et culminent en intensité à l'Éocène.
- De −40 à −20 millions d'années (périodes Éocène et Oligocène) : plissement et formation de la chaîne des Pyrénées.
- À partir de −20 millions d'années (Miocène) : la chaîne est constituée, l'érosion de la nouvelle chaîne commence, le climat chaud et humide favorisant l'action de l'eau. Le phénomène d'érosion-sédimentation, est ainsi responsable à l'heure actuelle d'un grand nombre de canyons et de réseaux karstiques (par altération chimique des roches calcaires), ainsi que du charriage chaque année de millions de tonnes de matériaux vers les plaines et les littoraux, provoquant une dégradation très lente de la chaîne.
- À partir de −5 millions d'années (au Pliocène et Pléistocène) : le refroidissement général du climat engendre la formation de glaciers qui creuseront d'importantes vallées en U dans le paysage. L'érosion continue (action du gel par exemple).

À cause de sa polycyclicité, l'évolution de l'orogène des Pyrénées peut être divisé en deux temps :
- le cycle préalpin (varisque ou hercynien) ;
- le cycle alpin.

### Cycle varisque

#### Édiacarien et Cambrien (de -580 à -500 Ma)
Originellement quelques études tectoniques et pétrologiques prouvèrent l'existence du Précambrien (avant −542 millions d'années) dans les roches métamorphiques de la zone axiale et de la zone nord-pyrénéenne. On croyait alors avoir trouvé les restes d'un vieux socle socle cadomien (−650 à −550 millions d'années) dans le massif du Canigou et dans le massif de l'Agly. Ce socle, décelé par des moyens radiométriques appliqués aux granitoïdes et par des raisonnements tectoniques, fut plus tard incorporé dans l'orogène varisque par déformation et métamorphisme.
Ces datations ne furent pas confirmées par les dernières études utilisant la méthode moderne SHRIMP, seuls des âges ordoviciens entre 477 et 471 millions d'années furent retenus. La notion d'un socle cadomien n'est donc plus à soutenir.
Les roches métamorphiques du Cambro-Ordovicien contiennent des migmatites du faciès amphibolitique supérieur, des micaschistes du faciès amphibolitique inférieur avec néocroissances d'andalousite, cordiérite et staurolite et des phyllites du faciès schistes verts avec chlorite et biotite.
Les roches sédimentaires du Néoprotérozoïque et du Paléozoïque inférieur étaient originellement des successions sédimentaires détritiques argilo-gréseuses, essentiellement sans fossiles. Plus tard[Quand ?] elles sont transformées en schistes par l'orogenèse varisque. Intercalées dans les parties gréseuses se trouvent des formations carbonatées, surtout près de la base de la succession.
La série commence à l'Édiacarien (à 580 millions d'années) avec le très puissant groupe de Canaveilles (2 000 à 3 000 mètres d'épaisseur). Le groupe contient essentiellement des argilites et des grauwackes avec intercalations rhyodacitiques et carbonatées. Dans la nappe de Cadí le groupe est parsemé au niveau du Cambrien inférieur par des archéocyathides. Au début du Cambrien moyen le groupe de Canaveilles est suivi par le groupe de Jujols, une épaisse série flyschoïde (2 000 mètres) composée de schistes, d'argilites et de siltites avec quelques alternances de quartzites et de calcaires. Le groupe de Jujols montre un degré de métamorphisme moins élevé que le groupe de Canaveilles mésozonal. Sa sédimentation a probablement perduré jusqu'au début de l'Ordovicien.

#### Magmatisme de l'Ordovicien
Après un hiatus, suivent avec discordance[C'est-à-dire ?] environ 100 mètres de conglomérats du Caradocien (5e/6e étage de l'Ordovicien) : le conglomérat de Rabessa. Ce conglomérat est superposé par 500 mètres de la formation de Cava, une succession de grauwackes et d'argilites en alternance avec quelques intercalations volcaniques. En suite s'est déposée la formation d'Estana avec une épaisseur de 200 mètres ; cette formation contient surtout des calcaires et des argilites riches en calcaire. Les calcaires renferment beaucoup de conodontes et une faune benthique avec des brachiopodes, des bryozoaires et des cystoïdes de l'Ordovicien terminal. La formation d'Ansobell conclut l'Ordovicien ; elle a une épaisseur très variable (20 à 300 mètres) et la stratification est mal développée. Ce sont des schistes noirs avec intercalations de microconglomérats ; leur origine est probablement glacio-marine (glaciation fini-Ordovicien). Cette formation peut rester en discordance sur la formation de Cava.
Les intercalations volcaniques et les conglomérats laissent deviner un environnement tectonique très instable ; les perturbations sont probablement liées à une phase précoce de l'orogenèse calédonienne (la phase taconique).

#### Plate-forme continentale du Silurien et du Dévonien
Pendant le Silurien se sédimentent au Rhuddanien 20 mètres de quartzites (le quartzite de Bar) et ensuite 50 à 250 mètres de schistes sombres à graptolites. L'épaisseur des schistes à graptolites peut augmenter à l'ouest jusqu'à 850 mètres. Leur sédimentation perdure presque tout le Silurien (Aéronien à Pridolien), documentée par les graptolites. Ces schistes montrent dans leur partie supérieure (Ludlow et Pridoli) des interstrates de calcaire fossilifère et des nodules de calcaire (riches en conodontes, nautiloïdes, bivalves, crinoïdes et ostracodes). Ce faciès carbonaté change près des massifs basques en faciès détritique (alternance des grès et des siltites). Les schistes à graptolites étaient métamorphisés plus tard en faciès amphibolitique inférieur, ils étaient fortement tectonisés et formèrent en conséquence des niveaux de décollement.
Le Dévonien est entièrement marin et très riche en fossiles (spiriférides et trilobites comme Phacops). En détail la géologie du Dévonien est très compliquée avec six aires de sédimentation différentes et des formations abondantes. L'évolution y était très hétérogène, surtout dans les Pyrénées basques. En général les conditions marines à faible profondeur prévalent à l'ouest et les conditions hémipélagiques avec quelques hauts fonds à l'est. Les épaisseurs des formations du Dévonien sont aussi très variables (normalement l'épaisseur totale du Dévonien oscille entre 100 et 600 mètres, dans les Pyrénées basques elle augmente jusqu'à 1 400 mètres). Les faciès très différenciés du Dévonien comprennent des grauwackes, des récifs de coraux et des grès. Remarquable sont les griottes du Famennien inférieur - calcaires rubanés et noduleux à couleurs vives (rose à rougeâtre, bleu ou verdâtre). Mais il y a également des argilites carbonatés et des schistes noirs.
Le Lochkovien consiste normalement en des schistes noirs et des calcaires noirs et renferme une faune importante de conodontes. Pendant le Pragien se construit un éventail siliciclastique, le quartzite de San-Silvestre appartenant à la formation de Basibé. Des différences lithologiques très prononcées règnent pendant l'intervalle Givétien supérieur à Frasnien accompagnées d'un taux de sédimentation élevé. Pendant le Frasnien inférieur s'installent des récifs, mais à l'ouest et au Pays basque envahissent au même temps des épandages siliciclastiques. À partir du Famennien moyen la sédimentation s'uniformise et il se dépose jusqu'à la fin du Dévonien des calcaires à céphalopodes condensés et monotones (griottes et supra-griottes noduleuses grises à roses). Vers la fin du Famennien apparaissent les premiers hiatus qui cèdent à une émersion totale des Pyrénées occidentales au début du Mississippien. Cette discordance n'est que développée dans les Pyrénées occidentales et correspond à une déformation précoce de l'orogenèse varisque (phase bretonne).
Le Carbonifère (Mississippien) commence dans le Pyrénées occidentales avec une discordance de transgression (galets de quartz). Ailleurs suivent sur les calcaires supra-griottes des sédiments préorogéniques sans interruption de sédimentation. D'abord c'est le chert inférieur du Tournaisien inférieur, qui est constitué de 50 mètres de cherts noirs à nodules phosphatiques et à intercalations de schistes noirs. Après les calcaires gris et noduleux à goniatites est déposé le chert supérieur du Viséen - des cherts gris ou verts qui peuvent renfermer des strates pyroclastiques. La série se termine avec des calcaires noduleux gris.
Ensuite le Carbonifère inférieur est remplacé par 1 000 mètres de sédiments synorogéniques et détritiques du faciès Kulm. Les Pyrénées occidentales font exception, car ici se déposent encore des calcaires laminés gris-foncé pendant le Serpukhovien, bien avant le début du Kulm. En fait le Kulm est un faciès diachrone qui commence à l'est au tournant Viséen/Serpukhovien (Namurien), mais à l'ouest du Gállego seulement au Pennsylvanien, c.à.d. au Westphalien inférieur (Bashkirien). La sédimentation du Kulm perdure aux Pyrénées basques jusqu'au Moscovien. Le Kulm consiste en une alternance flyschoïde (turbidites) de grès et d'argilites foncés. À l'intérieur de la formation on trouve aussi des calcaires hémipélagiques, des conglomérats, des brèches carbonatées et des olistolithes. Le faciès Kulm s'est déposé dans une avant-fosse de l'orogène varisque, qui migrait lentement vers le sud-ouest. Le milieu de dépôt de ces sédiments correspond aux canyons de la pente continentale et aux éventails sous-marins au pied de la pente continentale.

#### Orogenèse varisque
L'orogenèse varisque s'exprime dans la succession sédimentaire par une discordance importante, qui se met en place vers 315-300 Ma entre le Bashkirien (Westphalien inférieur) et le Stéphanien (partie supérieure du Moscovien), occasionnellement aussi dessous le Westphalien supérieur. Les mouvements tectoniques de l'orogenèse varisque ont été datés à l'aide des plantes fossiles estimés autour de 310 millions d'années.
Le Westphalien supérieur conglomératique montre une discordance importante à la base, puis le Moscovien change aux argilites bleu-noirs. Sur le Moscovien se pose l'unité grise du Kasimovien (Stéphanien B) et les couches transitoires du Gzhélien (Stéphanien C et Autunien). Ces sédiments sont pas ou très peu métamorphiques, par contre les sédiments en dessous la discordance ont pleinement enregistré les effets du métamorphisme varisque.
Les conséquences profondes de l'orogenèse varisque ont affecté le domaine pyrénéen de plusieurs façons. Les serrages tectoniques plissaient d'abord les sédiments paléozoïques ; souvent plusieurs générations de plis avec superpositions et schistosités étaient produites. La succession paléozoïque était ensuite métamorphisée sous conditions haute température/basse pression (HT/BP). Par endroits le seuil de l'anatexie était franchi et quelques gneiss du socle avec leur pellicule micaschisteuse commençaient à fondre. Beaucoup plus important était le magmatisme tardi/postorogénique, qui déclenchait l'intrusion des granitoïdes de composition majoritairement acide. De prime importance sont les plutons classiques épizonaux qui ascendaient assez haut dans la croûte et se logeaient souvent au cœurs des anticlinaux. Mais il existe également quelques intrusions assez profondes catazonales associées avec des migmatites. Le magmatisme couvre l'intervalle 310 à 270 millions d'années avec des âges de refroidissement du Pennsylvanien supérieur et du Permien inférieur. Un exemple typique pour ses plutons est le granodiorite de la Maladeta avec 280 millions d'années.

#### Effondrement de la chaîne varisque et volcanisme permien
De très grande importance était aussi la tectonique cassante qui produisit des grandes fractures à la fin de l'orogenèse varisque. Ces fractures étaient probablement déjà tracées pendant le Paléozoïque ; ils suivent grosso modo la direction pyrénéenne ONO/ESE, un bon exemple étant la faille nord-pyrénéenne. Leurs disposition influencera fortement l'évolution sédimentaire de la domaine pyrénéenne au cours du cycle alpin.

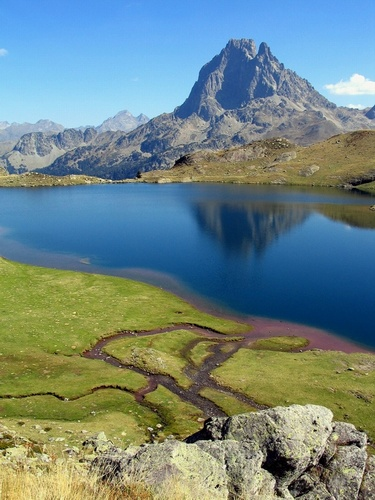
Le pic du Midi d'Ossau, reste d'une caldeira volcanique du Permien.

Les sédiments déposés après la phase asturienne, c.à.d. à partir du Westphalien supérieur (Moscovien) jusqu'au Trias inférieur, peuvent être interprétés comme molasses de l'orogène varisque. Pendant le Pennsylvanien terminal et le Permien 2 500 mètres des sédiments non marins avec intercalations andésitiques et basaltiques accumulaient dans des demi-grabens. Les formations de caractère lacustre avec houille du Stéphanien (Kasimovien et Gzhélien) et les grès rouges du Permien sont des produits typiques de l'érosion de la chaîne varisque pas encore stabilisée.
La séquence sédimentaire de l'unité grise du Kasimovien montre une granulométrie décroissante vers le haut. Elle commence avec des brèches et des conglomérats à la base suivis par des grès et des argilites riches en veines de charbon (par exemple le gisement d'anthracite à Campo de la Troya). L'unité contient aussi des interstrates andésitiques, qui peuvent devenir très épaisses par endroits. Les couches transitoires du Gzhélien sont aussi un cycle de granulométrie décroissante vers le haut (conglomérats, grès et argilites à charbon). Leurs interstrates volcaniques comprennent par contre des tufs et des laves rhyodacitiques. Ils finissent avec des calcaires lacustres riches en stromatolithes, charophytes et ostracodes.
Les sédiments continentaux rouges du Permien restent avec discordance sur les couches transitoires. Elle montrent une grande variabilité des épaisseurs et peuvent atteindre 800, voire 1 000 mètres. L'aire de dépôt se trouve principalement au Pays basque et dans la zone axiale. Comme les sédiments du Stéphanien ils forment des dépôts lacustres (éventails alluviaux et cours d'eau  éphémères) qui s'accumulaient dans les bassins transtensifs à l'intérieur de l'orogène varisque.
Les fractures mentionnées plus haut sont très importantes pour la distribution spatiale de ces sédiments. Au même temps ils influencèrent aussi l'arrangement des éruptions volcaniques comme les séries calc-alkalines du pic du Midi d'Ossau (sills et laccolites andésitiques) ou les basaltes du Pays basque (laves basaltiques de La Rhune). Ce volcanisme était probablement causé par les premiers mouvements décrochants de l'Ibérie envers la plaque eurasiatique.
Au domaine de la zone axiale le Permien peut être subdivisé en trois séries sédimentaires (du haut en bas) :
- la série de la peña de Marcanton. Elle atteint une épaisseur de 500 mètres et montre une granulométrie très fine ;
- la série du pic Baralet. Elle comprend 300 mètres de conglomérats polygéniques avec fragments de calcaires paléozoïques emballés en grès rouge. Par endroits elle reste en discordance sur la série du Somport ;
- la série du Somport. C'est une série très fine avec une épaisseur de 300 mètres. Ses argiles rouges à violettes suivent avec discordance sur les couches transitoires.

### Cycle alpin

#### Trias et Jurassique
Le Trias inférieur détritique est très similaire aux séries du Permien, avec une épaisseur variable entre 400 et 500 mètres. Il est constitué des conglomérats grossiers, des grès et des argiles rouges à violettes. À cette époque l'aplanissement de l'orogène varisque est déjà très avancé et les aires de sédimentation s'agrandissent.
À partir du Trias moyen et jusqu'au Jurassique supérieur les successions sédimentaires sont très semblables sur le versant nord et sur le versant sud des Pyrénées.
Au calcaire coquillier (Trias moyen) débute une transgression marine, qui affecte seulement la zone nord-pyrénéenne et le Pays basque. Cette transgression dépose 20 à 100 mètres de dolomies cellulaires (cargneules), de calcaires fossilifères et des calcaires onduleux. Au Keuper (Trias supérieur) la sédimentation se répand sur tout le domaine pyrénéen. Aux lagons naissent des évaporites – argiles bariolés riches en fer et gypse, anhydrite, marnes dolomitiques, dolomies, sel gemme et sels riches en potassium et magnésium. À la limite Trias supérieur/Hettangien apparaissent des tholéiites doléritiques (ophites) en domaine pyrénéen et aquitain méridional ; ils indiquent des mouvements renouvelés sur les fractures varisques (éruptions de fissures sous-marines et intrusions de sills en sédiments non solidifiés du Keuper).
La sédimentation au Jurassique est caractérisée par le développement d'une plate-forme carbonatée. Les sédiments jurassiques consistent en dépôts épicontinentaux du littoral suivis par des calcaires, des marnes et des dolomies à faune marine ou littorale. L'aire de sédimentation à cette époque était sous contraintes distensives, en conséquence se formaient le long des fractures varisques des horsts (seuils, hauts-fonds) et des grabens à subsidence variable très allongés.
La transgression du Lias est beaucoup plus importante que les avancées marines du Trias moyen et du Keuper. Son épaisseur totale varie entre 150 et 400 mètres. Avec le niveau de la mer montant se sédimentent des calcaires fossilifères qui sont remplacés par des évaporites (sel gemme et anhydrite avec quelques intercalations carbonatées) dès que le niveau marin baisse. À la marge du bassin et aux Pyrénées orientales se forment des calcaires argileux et des dolomies rubanées à anhydrite ; la dissolution de l'anhydrite transforme les dolomies aux brèches monogéniques. Pendant le Sinémurien inférieur la régression continue déposant des calcaires et dolomies rubanées déposés en milieu inter- et supratidal. Au Sinémurien supérieur (Lotharingien) le niveau de la mer remonte et des conditions plus ouvertes s'établissent ; sur les hauts-fonds se drapent des oolithes et dans les bassins plus profonds s'accumulent des calcaires fossilifères. Le Lias moyen (Pliensbachien) repart aussi en transgression avec des sédiments détritiques fins, des calcaires argileux (oolithes ferrugineuses, calcaires et marnes fossilifères) pour finir avec des marnes). L'aire de sédimentation à l'est est très mal aérée à ce moment et elle reçoit donc des argiles à pyrite très riches en ammonites appartenant à la faune du sud-est ; par contre la faune côté atlantique est très monotone. Pendant le Lias supérieur la mer atteint un haut niveau (angl. highstand) et la sédimentation détritique fine continue avec des marnes noires pélagiques (marnes noires et schistes esquilleux). Vers la fin du Lias supérieur se ressentent encore des tendances régressives.
La baisse du niveau marin continue pendant le Dogger. Près de Pau s'établit une barrière oolitique, qui part vers Poitiers et divise l'aire de sédimentation. Cette barrière persiste jusqu'au Malm supérieur. Côté atlantique avec conditions plus ouvertes se déposent des sédiments de plate-forme infratidale (calcaires argileux noirs à bleuâtres très riches en organismes benthiques, microfilaments et ammonites). La partie renfermée à l'est devient un intertidal de grande dimension ou se sédimentent des faciès calcaires comme des pseudooolithes et des dolomies rubanées, mais aussi des évaporites (anhydrites). Ces sédiments infratidaux subissent au même temps une dolomitisation très poussée. Vers la fin du Dogger la mer subit encore une baisse de niveau.

#### Ouverture du golfe de Gascogne et hyperextension du Crétacé

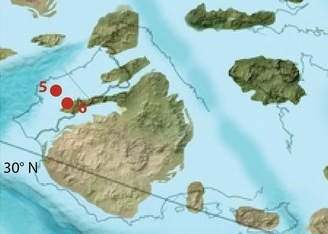
Plaque ibérique au Tithonien il y a 150 Ma : la plaque vient de se former par séparation avec la plaque européenne à l'est. Au niveau de la France se trouve une mer peu profonde située sur le plateau continental européen, le Massif armoricain émerge. On devine l'ouverture du golfe de Gascogne et son rift au niveau de la zone bleu foncé en forme de diagonale.

Pendant le Jurassique supérieur (Tithonien) les conditions sédimentaires changent drastiquement. La dérive de l'Ibérie commence et le golfe de Gascogne s'ouvre lentement et aboutit à la formation de la croûte océanique dans l'intervalle Albien moyen à Coniacien terminal.
La sédimentation reprend au Malm (épaisseur totale de 600 à 750 mètres) seulement à l'Oxfordien supérieur, l'Oxfordien inférieur est rarement présent. L'Oxfordien, d'une épaisseur de 100 à 150 mètres, consiste à l'ouest de la barrière oolitique d'une plate-forme sur laquelle se déposent des sédiments infratidaux (calcaires argileux, calcaires gréseux et calcaires pyriteux), le bassin restreint à l'est subit toujours la dolomitisation. Pendant le Kimméridgien tout le domaine pyrénéen s'uniformise et le secteur occidental s'aplatit. Ils se sédimentent 300 à 400 mètres de calcaires noirs lithographiques et de calcaires à plaquettes fins. Des tendances régressives se font sentir à partir du Tithonien et finissent avec le retrait total de l'océan (au Pays basque le retrait se faisait déjà à la fin du Kimméridgien). Pendant ce retrait se déposent encore 200 mètres de faciès évaporitique et dolomitique, mais aussi de faciès lagunaire et lacustre.
Une incursion marine à l'est de Pau au Berriasien, qui emprunte un isthme étroit, sédimente 100 mètres de calcaires inter- à subtidaux avec un faciès marginal gréseux à argileux. Ensuite il y a l'émersion du Néocomien. Sur les hauts-fonds émergés se forment maintenant des bauxites pendant le Valanginien et le Hauterivien. La transformation se fait sous conditions climatiques ferralitiques à partir de marnes argileuses et puis des transgressions fossilisent les bauxites ainsi formées ultérieurement. Après une autre incursion venant de l'est les grabens reçoivent au Barrémien 200 à 300 mètres de carbonates marins de plate-forme comme des dolomies, des calcaires à algues, à foraminifères et à rudistes – tous ces sédiments appartiennent au faciès Urgonien, qui perdure dans les Corbières et dans la zone sud-pyrénéenne jusqu'à l'Albien. Le niveau de la mer est en baisse au Barrémien supérieur et ils ensuivent des argiles noirs pyriteux et des calcaires lagunaires riches en ostracodes et characées.
Le tournant Barrémien/Aptien est caractérisé par un niveau marin très haut suivi pendant l'Aptien et l'Albien par quatre oscillations marines qui engendrent une accumulation sédimentaire très importante (par endroits jusqu'à 3 000 mètres). L'affaissement des rifts atlantiques entraîne pour la première fois un brassage des eaux de l'Atlantique et de la Téthys. Les sédiments de l'intervalle Aptien/Albien sont caractérisés par la compétition entre les dépôts terrigènes fins avec les dépôts organogènes. Les derniers sont responsables pour la construction de plates-formes peu profondes construites par des rudistes, des hexacoralliaires et des algues. Finalement à l'Albien la sédimentation terrigène prend le dessus et ils naissent plusieurs formations gréseuses, parfois carbonatées, de milieu peu profond. L'origine du détritus est le domaine Aragon/Pyrénées qui subit un premier soulèvement épirogénétique. Dans ce contexte se placent aussi les sédiments deltaïques de la Formation de Mixe et les Poudingues de Mendibelza - conglomérats très hétérogènes et très épais (peuvent atteindre 1 000 mètres). Ces poudingues sont interprétés comme le topset d'un front deltaïque.

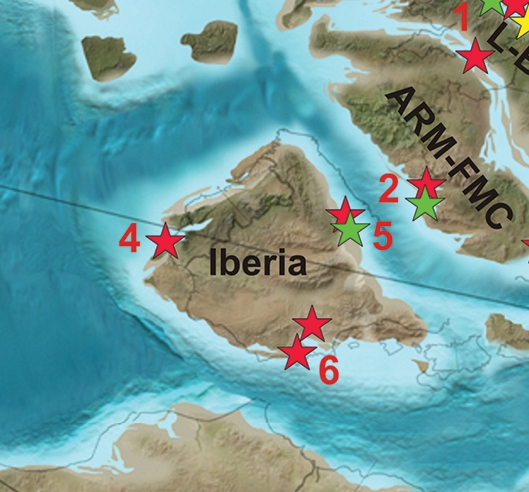
Plaque ibérique au Cénomanien il y a 100 Ma. La plaque commence un mouvement tectonique de rotation antihoraire. La Corse et la Sardaigne font partie de cette plaque.

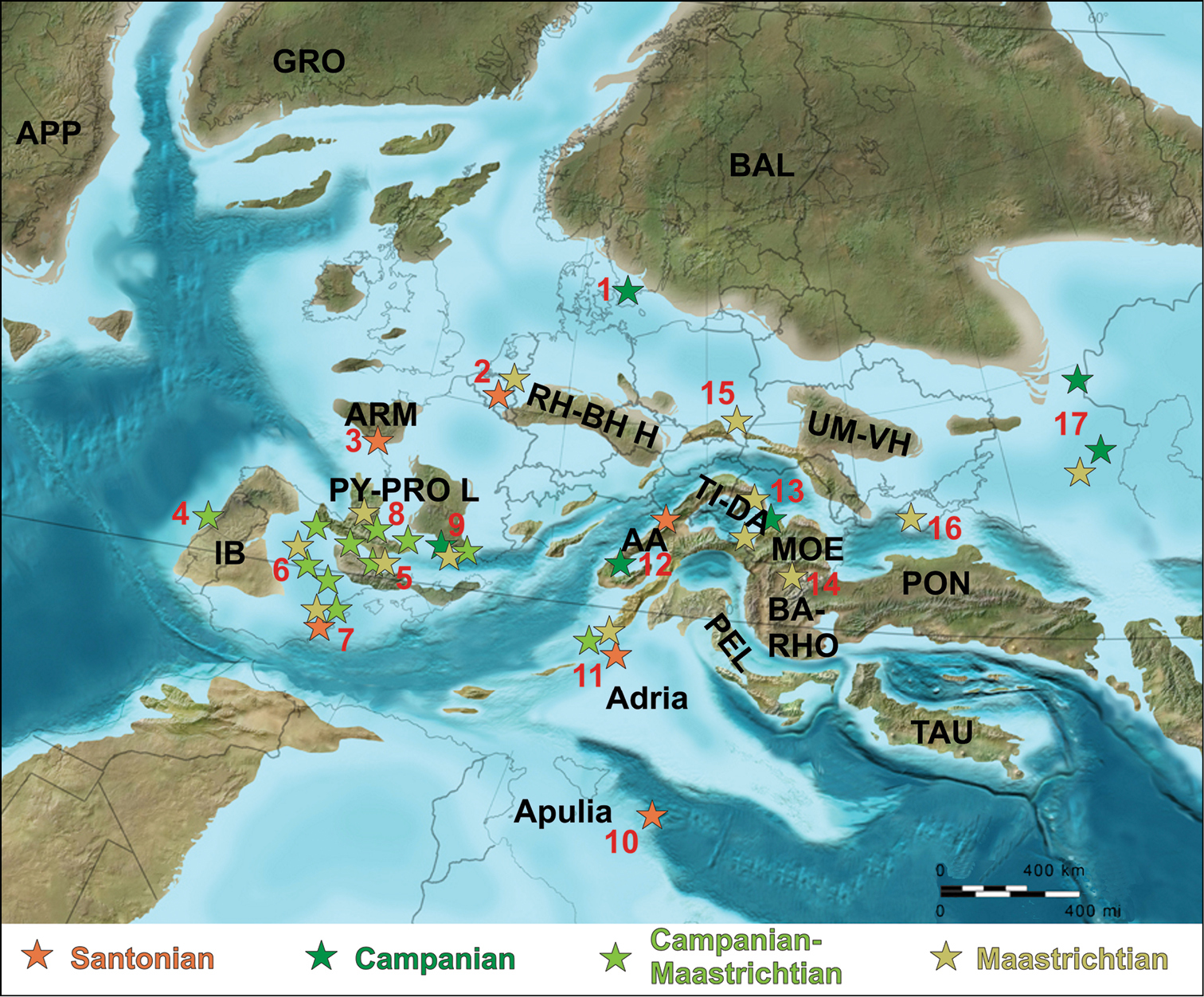
Carte reconstruite de l'Europe il y a 75 Ma.

Avant le début du Crétacé supérieur l'aire de sédimentation du domaine pyrénéen se scinde en deux faciès. Au nord d'Ibéria (zone sud-pyrénéenne et zone axiale) se déposent des carbonates de plate-forme avec des épaisseurs très réduites à cause de plusieurs émersions. Dans la zone nord-pyrénéenne s'établit un sillon profond fortement subsident, qui était provoqué par des cisaillements dans une croûte en distension (mouvements transtensifs - angl. transtension). Ce sillon suit la direction ouest/est des anciennes fractures varisques et est divisé en deux branches par les massifs satellites de la zone nord-pyrénéenne (le sillon aturien au sud avec 2 500 mètres de flysch ardoisier et le sillon septentrional avec le flysch noir). Il s'enfonce en direction de l'Atlantique et s'amortit avant l'Aude. Au nord il est accompagné par la plate-forme aquitaine relativement stable. C'est très probable qu'il y avait une distension crustale importante prolongeant le rift au golfe de Gascogne.
Déjà pendant le Jurassique supérieur, au Tithonien (−151 à −145,5 millions d'années), un bras du rift de l'Atlantique central en pleine ouverture avança le long la marge continentale au nord-ouest de la France vers l'Aquitaine. La croûte amincie entre Ibéria dérivant vers le sud-ouest était remplacée par de la croûte océanique à partir due l'Albien moyen. L'océanisation du golfe de Gascogne s'acheva vers 84 millions d'années à la limite Santonien/Campanien, documentée par l'anomalie magnétique C 34. Des mesures paléomagnétiques montrent une rotation antihoraire d'Ibéria de 35°. La dérive d'Ibéria dura tout le Crétacé inférieur. À cause de la rotation du microcontinent son promontoire au nord-est s'approcha à Aquitania. Une conséquence de ce rapprochement fut la naissance à l'Albien moyen de grands pull-aparts (grabens distenifs) dans la zone nord-pyrénéenne, qui étaient remplis par des flyschs. L'amincissement crustal sous la zone nord-pyrénéenne déclencha un flux de chaleur élevé, qui entraîna finalement un métamorphisme haute température/basse pression (HT/BP) daté à 108 millions d'années (début du métamorphisme à l'est des Pyrénées). Plus ou moins au même temps s'acheva l'emplacement final des lherzolites. Associé aux mouvements transtensifs est aussi le magmatisme alcalin à l'intervalle Albien moyen/Coniacien terminal. Le déplacement temporel du métamorphisme vers l'ouest indique des mouvements cisaillants senestres entre Ibéria et Aquitania très importantes avec un rejet estimé à 200 kilomètres. Le métamorphisme arriva au Pays basque seulement 28 millions d'années plus tard au Campanien (autour de 80 millions d'années).
Cette distension transtensive est probablement aussi la cause du métamorphisme pyrénéen, qui est caractérisé par un flux de chaleur élevé et par des pressions basses. Ce métamorphisme engendre la néoformation des minéraux biotite, diopside et scapolite. Il est diachrone et il était daté radiométriquement à l'est de la zone nord-pyrénéenne comme Albien, mais à l'ouest dans le Pays basque (nappe des marbres) comme Campanien. Plusieurs auteurs pensent que le métamorphisme perdura quelque peu affaibli jusqu'à la limite Crétacé/Paléocène ou même au début de l'Éocène.
La phase transtensive toucha à son fin au début du Turonien vers 90 millions d'années. Elle fut remplacée par un régime tectonique compressif. Le rifting aux bassins basco-cantabrique, nord-pyrénéen et sous-pyrénéen s'arrêta et l'inversion des bassins, c'est-à-dire leur soulèvement, commença. Ainsi les anciennes failles normales de la phase distensive furent maintenant utilisées comme failles inverses ou chevauchements. Cette première phase de raccourcissement avec des taux inférieurs à 0,5 millimètre par an perdura jusqu'à la fin du Thanétien. Sur le versant espagnol les premières nappes furent mises en place (nappe de Pedraforca supérieur, de Bóixols et de Turbón).
Pendant le Crétacé supérieur se déroulent deux phases de déformation avec schistosités associés (Albien supérieur à Cénomanien inférieur et Santonien à Maastrichtien). Au même temps la succession sédimentaire enregistre plusieurs discordances. Le sillon de flysch est comprimé et au marge septentrional de l'Ibérie croît un bourrelet orogénique, qui migre lentement vers le nord en direction de l'avant-pays. En conséquence le centre de la sédimentation du flysch se déplace vers le nord aussi (ainsi le centre de sédimentation quitte pendant le Santonien le sillon nord-pyrénéen pour le sillon sous-pyrénéen, qui reçoit 1 000 à 4 000 mètres de flysch à fucoides).
Les fractures varisques étaient de prime importance pour l'évolution sédimentaire pendant tout le Crétacé supérieur, soulignés par le magmatisme alcalin dans l'intervalle Albien moyen à Coniacien terminal. À l'ouest de la zone nord-pyrénéenne s'écoulèrent des laves basaltiques sous-marines et au Béarn et dans la Chalosse des intrusions diverses infiltrèrent les sédiments.

#### Orogenèse pyrénéenne
Les successions sédimentaires du Paléocène laissent apparaître les différences entre le domaine oriental et le domaine occidental de la chaîne. À l'ouest la sédimentation du plateau marin continue et le sillon de flysch poursuit sa descente. Mais à l'est se déposent au Danien les sédiments continentaux rouges du faciès garumnien - des sédiments alluviaux et palludiaux. Pendant le Paléocène se ressentent dans le domaine oriental déjà les premiers serrages et soulèvements tectoniques.
La sédimentation marine continue à l'Éocène aux Pyrénées occidentales. Dans deux bassins subsidents au nord et au sud de la chaîne actuelle se sédimentent des calcaires, des marnes et des grès à foraminifères et à faune benthique. L'Éocène déposé au versant français de la chaîne (zone nord-pyrénéenne) est d'épaisseur réduite et est plein de faciès changeants. Dans ces dépôts on peut suivre des transgressions et des régressions jusqu'au Languedoc. Avec l'Yprésien commencent les premiers déversements conglomératiques de grande épaisseur.
Ces épandages conglomératiques soulignent un événement orogénique majeur aux Pyrénées associé à des déformations et des soulèvements - la phase majeure. Ils se forment les poudingues de Palassou, qui sont superposés en discordance par des sédiments de l'Éocène terminal. La phase majeure peut donc être attribuée à l'Yprésien et au Lutétien, ç.à.d. à l'intervalle de 50 à 40 millions d'années.
Sur le versant espagnol en Catalogne des épandages conglomératiques plissées étaient datées entre 44 et 37 millions d'années (Lutétien supérieur et Bartonien). Eux aussi sont recouverts avec discordance par des couches à faune continentale de l'Éocène terminal.
Depuis l'Ilerdien et le Cuisien (limite Paléocène/Éocène ou Thanétien/Yprésien), les Pyrénées étaient fortement raccourcies au niveau de la croûte supérieure. La zonation et la structuration actuelle de l'orogène furent déjà en place. À cause de la subduction d'Ibéria sous Aquitania la chaîne fut serrée et puis éjectée de façon asymétrique. Un indice pour cela est le comportement du Moho, qui descend brusquement le long la faille nord-pyrénéenne de 30 à 50 kilomètres pour remonter très lentement plus au sud. Cette phase de déformation fut la plus forte aux Pyrénées, donc la phase majeure. Elle persista jusqu'au début du Lutétien à 47 millions d'années. La phase majeure est caractérisée par des taux de déformation élevés (4,0 à 4,4 millimètres par an). Elle est responsable pour la mise en place de la nappe de Pedraforca inférieur et de la nappe de Montsec.
La phase majeure se manifesta aux deux versants de la zone axiale avec des failles inverses et des chevauchements à rejets importants. Les mouvements furent dirigés vers le nord sur le versant français et vers le sud sur le versant espagnol. Mais leur arrangement n'est pas symétrique, le versant espagnol montrant des pendages beaucoup plus faibles. Ces accidents n'affectaient pas seulement la couverture paléo- et mésozoïque mais également le socle paléozoïque. Dans ses mouvements le socle varisque ne suivait pas seulement d'une façon rigide les fractures paléozoïques préexistantes, mais surtout subissait selon ses anisotropies et ses hétérogénités intensivement les déformations alpines.
Des autres phases de déformation de moindre importance suivirent la phase majeure et donnèrent à la chaîne son apparence actuelle. Au marge septentrional du bassin de l'Èbre (auprès des sierras Marginales) de l'Oligocène plissée est superposé avec discordance par les strates à pendage faible du Miocène détritique continental - ce qui indique une phase tectonique à la fin de l'Oligocène (autour de 25 millions d'années).
L'orogène soulevé est fortement attaqué par l'érosion depuis le Miocène, documenté par les épandages molassiques aux avant-pays, par exemple au bassin aquitain. Au Pliocène les soulèvements reprennent et déversent des grands cônes alluviaux au pied de la chaîne. Un très bon exemple est le cône de déjection de Lannemezan. Une autre conséquence du soulèvement réside dans plusieurs surfaces d'aplanissement, qu'on peut rencontrer aux altitudes très différentes (3 000 à 2 000 mètres dans la zone axiale, autour de 1 000 mètres au pays de Sault, environ 400 mètres au massif de l'Agly et seulement 100 mètres aux Corbières). En général ces surfaces d'aplanissement s'abaissent vers l'est et ils témoignent des soulèvements à la fin de l'Oligocène, à la fin du Miocène (surface pontienne) et à la fin du Pliocène (surface villafranchienne).
Des sédiments du Néogène sont préservés dans les petits bassins d'effondrement près de la Méditerranée (par exemple à Cerdagne). Ces bassins d'effondrement étaient souvent inondés par la Méditerranée (grabens près d'Ampurdan et grabens au Roussillon avec faune du Pliocène). Encore une fois l'arrangement de ces grabens était prétracés par les fractures anciennes. Pareillement la région volcanique d'Olot devrait être reliée à ces accidents aussi.

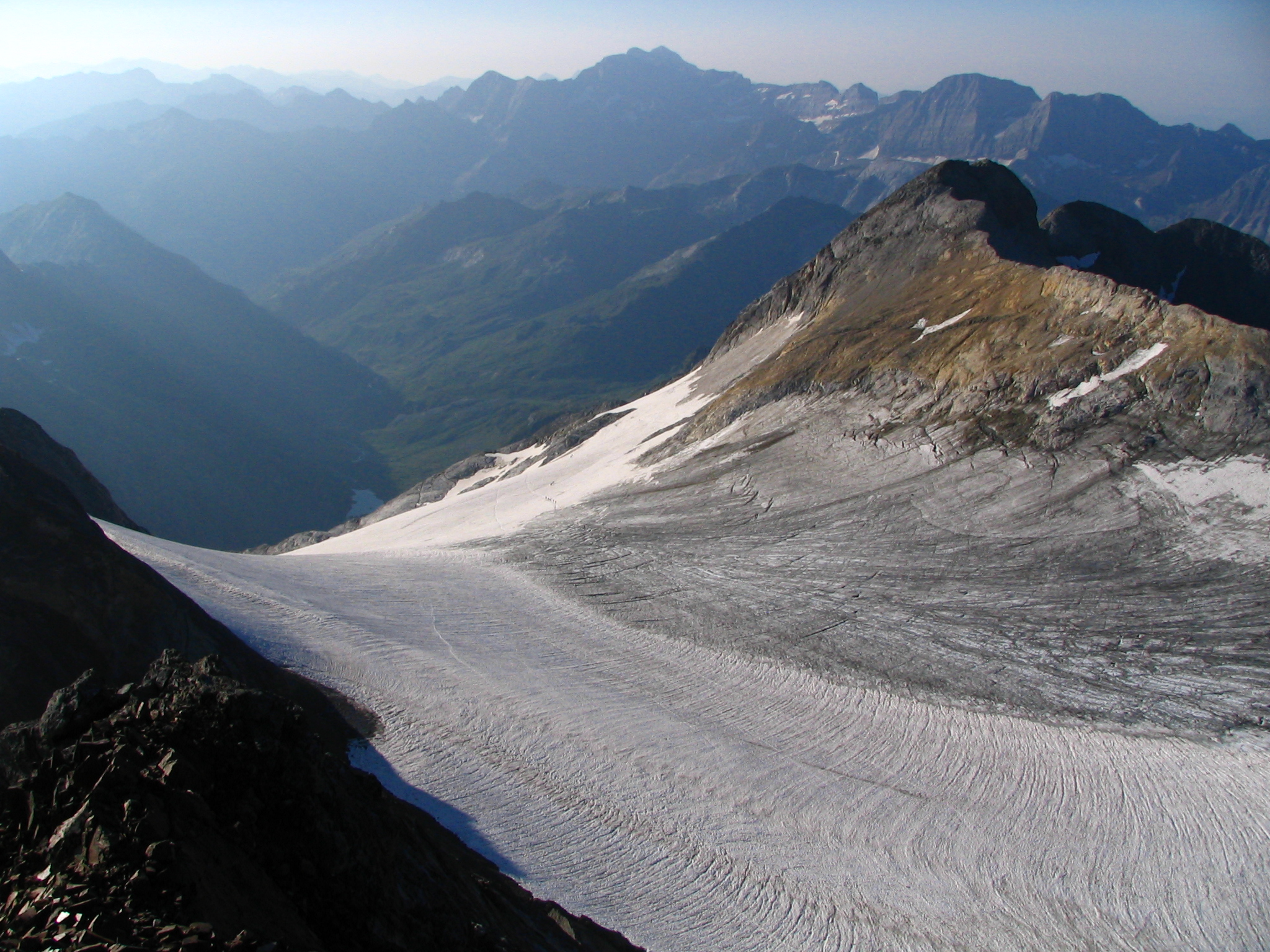
Le glacier d'Ossoue avec le pic Montferrat au massif du Vignemale.

#### Ouverture du golfe du Lion et bassins annexes
La phase majeure est suivie par une phase de déformation à l'Oligocène et une autre au Pliocène. Depuis le Néogène, la chaîne subit l'effondrement postorogénique (bassins d'effondrement à l'est de la chaîne et volcanisme à Olot), qui est en relation avec l'étirement crustal au golfe du Lion et l'ouverture du graben de Valencia.

#### Glaciations plio-quaternaires
Au Quaternaire les Pyrénées tombèrent comme les Alpes sous l'emprise des glaciers, mais à moindre intensité. Au versant français des avancées d'importance suivirent les cours du gave d'Ossau, du gave de Pau, de la Garonne et de l'Ariège. Actuellement existent encore une vingtaine de petits glaciers, des restes de glaciers et des cirques (par exemple le glacier de l'Aneto, le glacier d'Ossoue au Vignemale et quelques glaciers sur la Maladeta et au Mont-Perdu). À cause du réchauffement climatique tous ces glaciers sont en retrait depuis 1850. Ainsi la surface totale des glaciers faisait 45 kilomètres carrés en 1870, mais seulement 5 kilomètres carrés en l'an 2000.

#### Tectonique récente et actuelle
Actuellement les Pyrénées subissent une très forte érosion (débutée déjà à l'Éocène mais la collision avec la plaque ibérique se poursuivant, la chaîne continue de s'élever de 0,4 mm/an), des ajustements isostatiques et des étirements postcinématiques, qui peuvent localement engendrer des séismes de moyenne intensité (par exemple le séisme d'Arudy en 1980 avec une magnitude de 5,1, près de Lourdes en 2006 avec magnitude 5,0 et le séisme historique d'Arette en 1967 avec une magnitude de ≥ 6,0, qui détruisit plus de 40 % des bâtiments et le clocher de l'église).

## Ressources naturelles

### Substances métalliques
1. Fer
2. Plomb-zinc
3. Cuivre
4. Tungstène
5. Or et arsenic
6. Autres métaux

### Minéraux industriels
1. Talc
2. Fluorine

### Matériaux
1. Marbre

## Historique de l'étude géologique des Pyrénées

### Interprétations structurales
La structure en éventail asymétrique des Pyrénées fut interprétée comme :
- une structure de collision continentale autochtone plus ou moins verticale avec les failles inverses et les nappes enracinant aux accidents crustaux très redressés ;
- un orogène allochtone avec Ibéria chevauchant Aquitania ;
- un orogène allochtone avec Ibéria glissant sous Aquitania.

Pour le moment, la théorie d'une subduction d'Ibéria sous Aquitania est favorisée. Cette interprétation est soutenue par les résultats de sismique par réflexion (profil ECORS) et de magnétotellurique,.
Les estimations des raccourcissements totaux de la chaîne en profil varient entre 100 et 150 kilomètres. En évaluant le profil ECORS, on arrive à un raccourcissement total de 147 kilomètres, dont 110 kilomètres sont attribués à la subduction de la croûte moyenne et inférieure d'Ibéria. Ainsi, le profil ECORS montre très bien comment la croûte d'Ibéria, avec une épaisseur de 50 kilomètres, s'enfonce sous la croûte d'Aquitania beaucoup moins épaisse (30 kilomètres). Une conséquence de cette subduction est un décollement intercrustal (angl. detachment) à pendage très faible, situé à une profondeur de 15 kilomètres, surmonté par la croûte inférieure et moyenne d'Ibéria. Les nappes de la zone axiale, de la zone sud-pyrénéenne et des sierras marginales, ont avancé sur ce décollement vers le sud puis sont montées au front du chevauchement vers la surface. Mais le serrage tectonique de l'orogène a continué et a donc forcé la zone axiale à se soulever comme brachyanticlinal formé par les nappes du socle à vergence sud (angl. antiformal stack). Vers la fin de la subduction, un rétrocharriage a été activé au voisinage de la faille nord-pyrénéenne, qui a utilisé les failles distensives créées pendant l'amincissement pour traverser la croûte d'Aquitania. Après le blocage total de la subduction, des parties de la zone axiale et de la zone nord-pyrénéenne avec des segments crustaux et des lherzolites qui étaient coincés dedans ont été éjectés vers le nord au-dessus de la zone sous-pyrénéenne.

#### Synthèse géologique et géophysique des Pyrénées
- Antonio Barnolas (coordinateur), Jean-Claude Chiron (coordinateur), Bernard Guérangé (coordinateur), Albert Autran (conseil scientifique), Michel Durand-Delga (conseil scientifique), José Maria Fonboté (conseil scientifique) et al. (préf. Jean Aubouin & Jaime Truyols), Synthèse géologique et géophysique des Pyrénées, vol. 1 : Introduction, géophysique, cycle hercynien, Orléans et Madrid, BRGM et ITME, 1996, 729 p., 25 × 34 cm (ISBN 978-2-7159-0797-3 et 84-7840-267-5, EAN 9787159079743, BNF 37085350, SUDOC 047191031). 
  - Jean-Claude Chiron, « Cadre géographique », dans Synthèse géologique et géophysique des Pyrénées, vol. 1 : Introduction, géophysique, cycle hercynien, 1996, p. 23-27.
  - Jean-Claude Chiron, « Cadre géologique », dans Synthèse géologique et géophysique des Pyrénées, vol. 1 : Introduction, géophysique, cycle hercynien, 1996, p. 29-34.
- Synthèse géologique et géophysique des Pyrénées, vol. 2 : Cycle alpin : stratigraphie, Orléans, AGSO & BRGM, 2018, 886 p. (ISBN 978-2-7159-0798-0, présentation en ligne).
- Synthèse géologique et géophysique des Pyrénées, vol. 3 : Cycle alpin : phénomènes alpins, Orléans, AGSO & BRGM, 2018, 483 p. (ISBN 978-2-7159-0798-0, présentation en ligne).

#### Autres ouvrages
- R. Mirouse, M. Clin, C. Lucas, F. Bixel, P. Roger et C. Majeste-Menjoulas, Pyrénées : 500 millions d'années, Tarbes/Orléans, Parc National des Pyrénées Occidentales, 1983, 101 p. (ISBN 2-7159-0024-4).